# 조국해방전쟁 승리 기념일
조국해방전쟁 승리 기념일(祖國解放戰爭勝利記念日)은 매년 7월 27일로 조선민주주의인민공화국 공휴일이다. 1953년 7월 27일 한국 전쟁에서 휴전 협정이 이루어진 날을 조국해방전쟁 승리 기념일로 지정하여 기념하고 있다.

## 연혁
- 1973년 7월 27일을 조국해방전쟁 승리 기념일로 지정 5, 10주기에만 중앙보고대회 등 기념행사를 간소하게 진행
- 1993년 ~ 1998년 매년 중앙보고대회 개최
- 1996년 (43돌)에는 국가적 명절로 격상하여 1일간 휴무 및 공화국기 게양
- 1999년 (46돌) 중앙보고대회 생략
- 2000년~ 2002년 남북정상회담 영향으로 문화체육행사 중심으로 간소하게 운영
- 2003년 (50돌) 핵문제, 국제정세 긴장 등으로 규모확대[2]
- 2023년 (70돐) 조국해방전쟁승리 기념 축하 공연에 러시아, 중국 인사 참석으로 반미결집을 다짐[3]

## 같이 보기
- 조국해방전쟁승리기념탑
- 유엔군 참전의 날
- 유엔참전용사 국제추모의 날
- 한국전 참전용사의 날